# Elaeocarpus hosei
Elaeocarpus hosei är en tvåhjärtbladig växtart som beskrevs av Merrill. Elaeocarpus hosei ingår i släktet Elaeocarpus och familjen Elaeocarpaceae. Inga underarter finns listade i Catalogue of Life.